# Fernando Casas Alemán

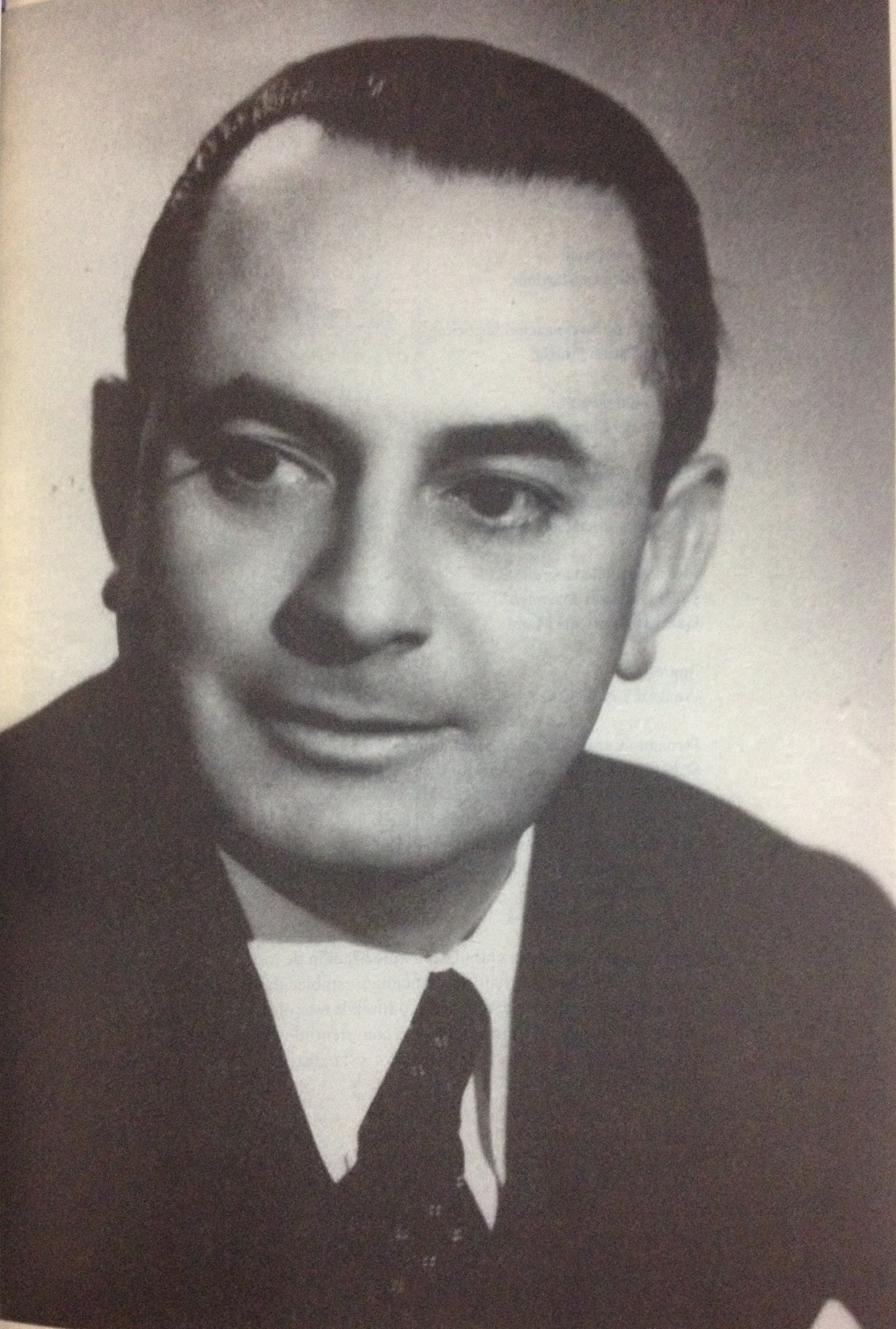
Fernando Casas Alemán

Fernando Casas Alemán (* 8. Juli 1905 in Córdoba (Veracruz); † 30. Oktober 1968 in Mexiko-Stadt) war ein Gouverneur des mexikanischen Bundesstaates Veracruz und Botschafter.

## Leben
Die Grundschule besuchte er in Córdoba (Veracruz). In Mexiko-Stadt besuchte er die Escuela Nacional Preparatoria (Mexiko) und studierte Rechtswissenschaft an der Escuela de Derecho der Universidad Nacional Autónoma de México.
1935 war er Minister des Gouverneurs von Veracruz Miguel Alemán Valdés. Als Alemán von seinem Amt als Gouverneur zurücktrat, um den Präsidentschaftswahlkampf von Manuel Ávila Camacho zu unterstützen, hatte er Fernando Casas Alemán zu seinem Vertreter gewählt. So war Fernando Casas Alemán vom 6. April 1939 bis zum 30. November 1940 geschäftsführender Gouverneur von Veracruz.
Von 1940 bis 1945 war er im Regierungsministerium des Gouverneurs von Veracruz beschäftigt.
1945 zog er nach Mexiko-Stadt und koordinierte den Präsidentschaftswahlkampf von Miguel Alemán Valdés.
1946 war er Senator für den Bundesstaat Veracruz im Senat der Vereinigten Staaten von Mexiko.
Von 1946 bis 1952 war er Bürgermeister von Mexiko-Stadt.
| Vorgänger                    | Amt                                             | Nachfolger                     |
| ---------------------------- | ----------------------------------------------- | ------------------------------ |
| Miguel Alemán Valdés         | Gouverneur von Veracruz 1939–1940               | Jorge Cerdán Lara              |
| Javier Rojo Gómez            | Bürgermeister von Mexiko-Stadt 1946–1952        | Ernesto Peralta Uruchurtu      |
| Ramón Beteta                 | mexikanischer Botschafter in Budapest 1960–1963 | Francisco del Río y Cañedo     |
| Ramón Beteta                 | mexikanischer Botschafter in Rom 1960–1963      | Francisco del Río y Cañedo     |
| Ramón Beteta                 | mexikanischer Botschafter in Athen 1960–1965    | Donaciano González Gómez       |
| Rafael de la Colina Riquelme | mexikanischer Botschafter in Seul 1965–1966     | Francisco Asís de Icaza y León |
| Carlos Villamil Cicero       | mexikanischer Botschafter in Tokio 1965–1967    | Francisco Asís de Icaza y León |
| Joaquín Barrera Aceves       | mexikanischer Botschafter in Peking 1965–1967   | Francisco Asís de Icaza y León |